# William Penn (ammiraglio)
William Penn (Bristol, 23 aprile 1621 – Londra, 16 settembre 1670) è stato un ammiraglio inglese, padre di un altro William Penn, che fu fondatore della colonia della Pennsylvania.

## Biografia
Penn nacque nella parrocchia di St. Thomas da Giles Penn e Margaret Gilbert. Il 6 giugno 1643 sposò Margaret Jasper, dalla quale ebbe tre figli: Margaret, Richard e William.
Iniziò la sua carriera nella marina britannica del Commonwealth of England, combattendo nella Prima guerra anglo-olandese. Egli si trovava nelle squadrone di comando nelle battaglie di Kentish Knock (1652), Portland, the Gabbard e in quella di Scheveningen (1653).
Raggiunto il grado di ammiraglio, partecipò alla guerra anglo-spagnola dal 1655 al 1660 comandando la flotta inglese di invasione che attaccò Santo Domingo nell'isola di Hispaniola e che conquistò, con i fanti di marina trasportati dalla sua flotta, l'isola di Giamaica dove creò la Jamaica Station (Royal Navy).
Con la Restaurazione inglese fu inviato nel Naseby (più tardi HMS Royal Charles) per imbarcare il re Carlo II diretto in Inghilterra.
Nella Seconda guerra anglo-olandese fu il comandante della flotta nella battaglia di Lowestoft nel 1665 sotto Giacomo Stuart, duca di York.
Nel 1660 Penn fu nominato Commissario del Consiglio della Marina, ove lavorò con Samuel Pepys, curatore degli Atti del consiglio. Come Pepys ed il conte di Sandwich (il protettore di Pepys nel Consiglio), Penn era un moderato Roundhead che era riuscito a mantenere la posizione acquisita anche durante la Restaurazione.
Come nativo delle zone sud-occidentali dell'Inghilterra, la salma di sir William Penn fu tumulata nella chiesa di St. Mary Redcliffe a Bristol. Il suo elmo e la sua armature sono appesi alle pareti, insieme ai drappi stracciati delle navi olandesi da lui catturate in battaglia.